# دفنباخياوية
الدفنباخياوية[بحاجة لمصدر] (الاسم العلمي:Dieffenbachieae) هي قبيلة من النباتات تتبع فصيلة اللوفية من الرتبة المزماريات.

## أجناس الدفنباخياوية
- الدفنباخية